# Bernardo Filipe Governo
 Bernardo Filipe Governo, né le 21 janvier  1939 à Macuse et mort le  20 octobre 2013, est un prélat catholique mozambicain, évêque de Quelimane de 1976 à 2007. Governo est membre de l'ordre des capucins.

## Biographie
Governo est ordonné prêtre en 1969. En 1976 il est nommé évêque de Quelimane (en). Il prend sa retraite en 2007.